# Veine saphène accessoire de Cruveilhier
La veine saphène accessoire de Cruveilhier (ou veine saphène postérieure) est une veine du membre inférieur située dans la cuisse.
La veine saphène accessoire de Cruveilhier est un tronc veineux formé par les veines sous-cutanées de la face postérieure de la cuisse.
Elle se jette dans la veine grande saphène à un niveau variable dans le triangle fémoral.